# Exoticorum libri decem
L'Exoticorum libri decem, littéralement « Dix livres d'exotiques » est un herbier artificiel et un recueil d'éléments zoologiques illustré publié en 1605 à Leiden par le botaniste flamand Charles de L'Écluse sous son nom de plume Carolus Clusius. 

## Histoire

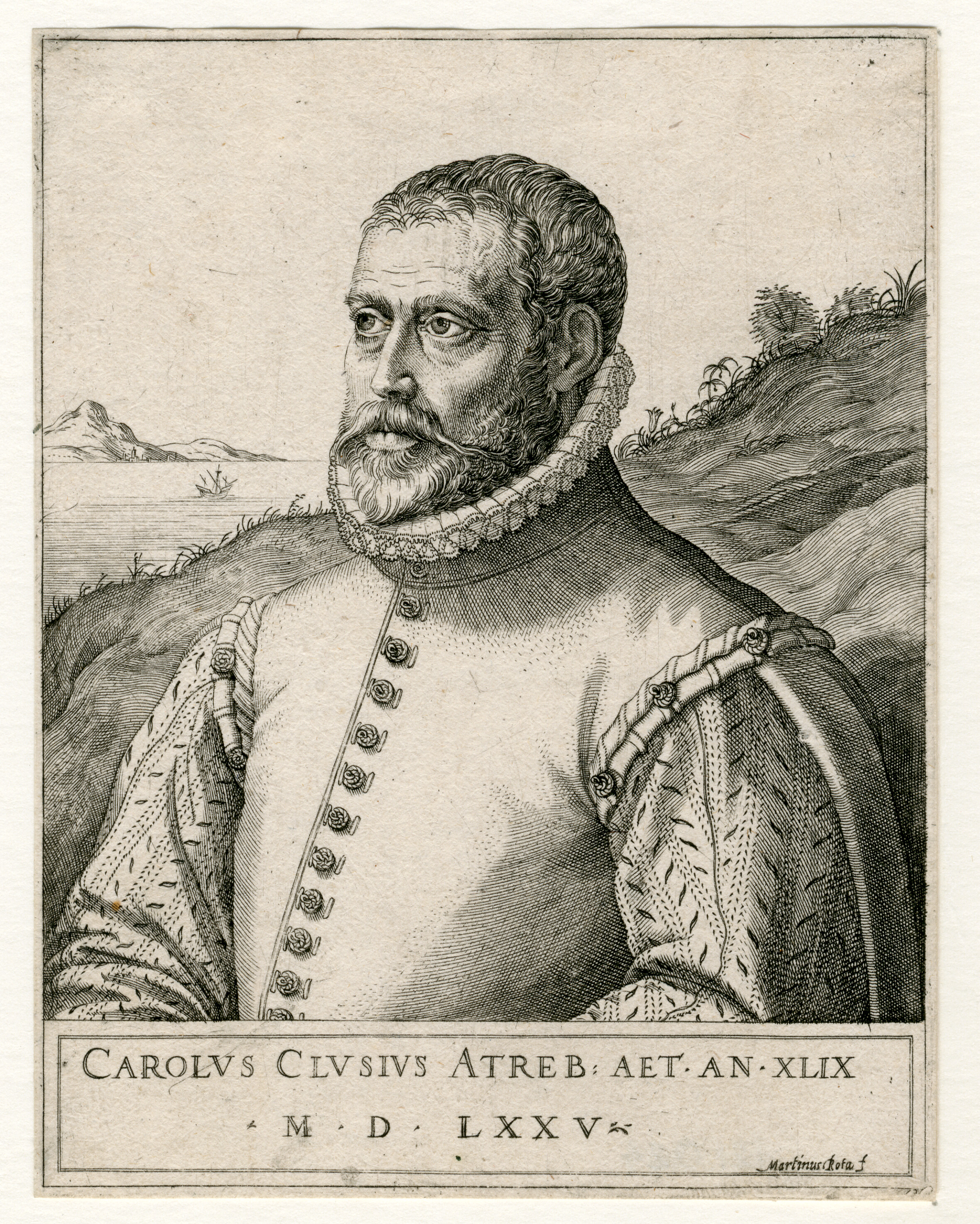
Portrait de Carolus Clusius par datant de 1575.

L'ouvrage est publié par les Raphelengius en 1605.

## Contenu
De son nom complet, l'Exoticorum libri decem: quibus animalium, plantarum, aromatum, aliorumque peregrinorum fructuum historiae discribuntur. Item Petri Bellonii observationes eodem Carolo Clusio interprete compte 700 pages présentant de nombreuses illustrations d'animaux , de plantes et de produits animaux et végétaux exotiques. Six des volumes compris ont été rédigés par Clusius lui-même. Quatre autres ont été traduits par Clusius de trois auteurs différents : Garcia de Orta, Cristobal Acosta et Nicolas Monardes. Sont aussi inclus trois volumes de Monardes aussi traduits par Clusius. Les derniers volumes consistent en trois livres d'observations, et ainsi que l'ouvrage De neglecta stirpium cultura de Pierre Belon traduit par Clusius et annoté. Les dix-sept volumes sont regroupés en dix volumes,,.